# Тувалу на Светском првенству у атлетици на отвореном 2011.
Тувалу је учествовао на 13. Светском првенству у атлетици на отвореном 2011. одржаном у Тегу од 27—4. септембра. Репрезентацију Тувалуа на његовом другом учешћу на светским првенствима на отвореном представљала су 2 такмичара (1 мушкарац и 1 жена) који су се такмичили у тркама на 100 метара. , 
На овом првенству Тувалу није освојио ниједну медаљу, нити је оборен неки рекорд.

## Учесници
| Мушкарци: - Окилани Тинилау — 100 м | Жене: - Асенате Маноа — 100 м |  |

## Резултати

### Мушкарци
| Атлетичар       | Дисциплина | Лични рекорд | Предтакмичење | Предтакмичење | Квалификације        | Квалификације        | Полуфинале           | Полуфинале           | Финале               | Финале        | Детаљи |
| Атлетичар       | Дисциплина | Лични рекорд | Резултат      | Место         | Резултат             | Место                | Резултат             | Место                | Резултат             | Место         | Детаљи |
| --------------- | ---------- | ------------ | ------------- | ------------- | -------------------- | -------------------- | -------------------- | -------------------- | -------------------- | ------------- | ------ |
| Окилани Тинилау | 100 м      | 11,44 НР     | 11,50         | 7. у гр. 1    | Није се квалификовао | Није се квалификовао | Није се квалификовао | Није се квалификовао | Није се квалификовао | 65. / 71 (75) |        |

### Жене
| Атлетичарка   | Дисциплина | Лични рекорд | Предтакмичење | Предтакмичење | Квалификације         | Квалификације         | Полуфинале            | Полуфинале            | Финале                | Финале        | Детаљи |
| Атлетичарка   | Дисциплина | Лични рекорд | Резултат      | Место         | Резултат              | Место                 | Резултат              | Место                 | Резултат              | Место         | Детаљи |
| ------------- | ---------- | ------------ | ------------- | ------------- | --------------------- | --------------------- | --------------------- | --------------------- | --------------------- | ------------- | ------ |
| Асенате Маноа | 100 м      | 13,75 НР     | 13,92         | 5. у гр. 4    | Није се квалификовала | Није се квалификовала | Није се квалификовала | Није се квалификовала | Није се квалификовала | 66. / 71 (73) |        |